# Acorn Archimedes
El Acorn Archimedes fue el primer ordenador personal de propósito general de Acorn Computers basado en su propia CPU RISC ARM de 32 bits. El nombre también es usado comúnmente para describir ordenadores que están basados en la misma arquitectura, incluso cuando Acorn no incluye 'Archimedes' en el nombre oficial.

## Descripción e Historia

### Primeros modelos
Los primeros modelos fueron liberados en junio de 1987, las series 300 y 400. La serie 400 incluía 4 ranuras de expansión (aunque a la serie 300 se le podía añadir una placa de circuito con dos ranuras en paralelo en una actualización oficial, y terceras personas produjeron su propia placa de circuito con 4 ranuras) y un controlador ST506 para un disco duro interno. Ambos modelos incluían el Arthur OS (llamado más tarde RISC OS), un BBC Basic y un emulador para los micros BBC anteriores de Acorn, y montados en una caja con dos partes con una pequeña unidad central, monitor encima, y un teclado separado y ratón de 3 botones. Todos los modelos incorporaban 8 canales de sonido estéreo y eran capaces de mostrar 256 colores en pantalla.
Cuatro modelos fueron inicialmente liberados con diferentes cantidades de memoria; el A305, el A310, el A410 y el A440. Las series 300 y 400 fueron seguidas por un número de máquinas con pequeños cambios y actualizaciones:

### A3000 y A5000
Se empezó a trabajar en un sucesor para el Arthur SO, inicialmente llamado Arthur 2, pero con el lanzamiento de la película de Hollywood con el mismo nombre se cambió a RISC OS 2. Una serie de máquinas nuevas se introdujeron con él, y en mayo de 1989 la serie 300 fue eliminada a favor de la nueva Acorn A3000 (la serie 400 se mantuvo en producción). Los modelos anteriores fueron actualizados al RISC OS 2 reemplazando el chip ROM que contenía el sistema operativo.
El A3000 usaba una CPU ARM de 8 MHz y fue suministrada con 1 MiB de memoria RAM. A diferencia de los modelos anteriores, el A3000 venía en una sola caja, similar a la Amiga 500 y los ordenadores Atari ST, con el teclado integrado en la base de la unidad. Este tipo de distribución ocupa mucho espacio en el escritorio, problema que Acorn trató de solventar ofreciendo un monitor que se conectaba a la base de la unidad. El modelo nuevo sólo soportaba una única ranura de expansión, que era físicamente distinta a la de los modelos anteriores, aunque eléctricamente similar.
En 1991, fue lanzado el A5000. Se caracterizaba por llevar el nuevo procesador ARM3 de 25 MHz, 2 o 4 MiB de RAM, 40 u 80 MB de disco duro y una convencional caja de dos partes. La ampliación de la capacidad de video permitía al A5000 trabajar cómodamente con resoluciones por encima de 800x600 píxeles. Fue el primer Archimedes en incorporar una disquetera de Alta Densidad como estándar. Ésta soportaba varios formatos incluyendo DOS y discos Atari. Una versión posterior del A5000 incorporaba el procesador ARM3 a 33 MHz, 4 u 8 MiB de RAM, 80 o 120 MB de disco duro y un revisado sistema operativo (RISC OS 3.10).
El A5000 corría la versión nueva del RISC OS, la 3.0. Como anteriormente, los ordenadores anteriores tenían la capacidad de ser actualizados al nuevo RISC OS 3, aunque algunos necesitaron ayuda, así como el procesador ARM3. Modelos anteriores también podían beneficiarse del rendimiento de video del A5000 a través de una nueva actualización.

### Nueva gama y un ordenador portátil

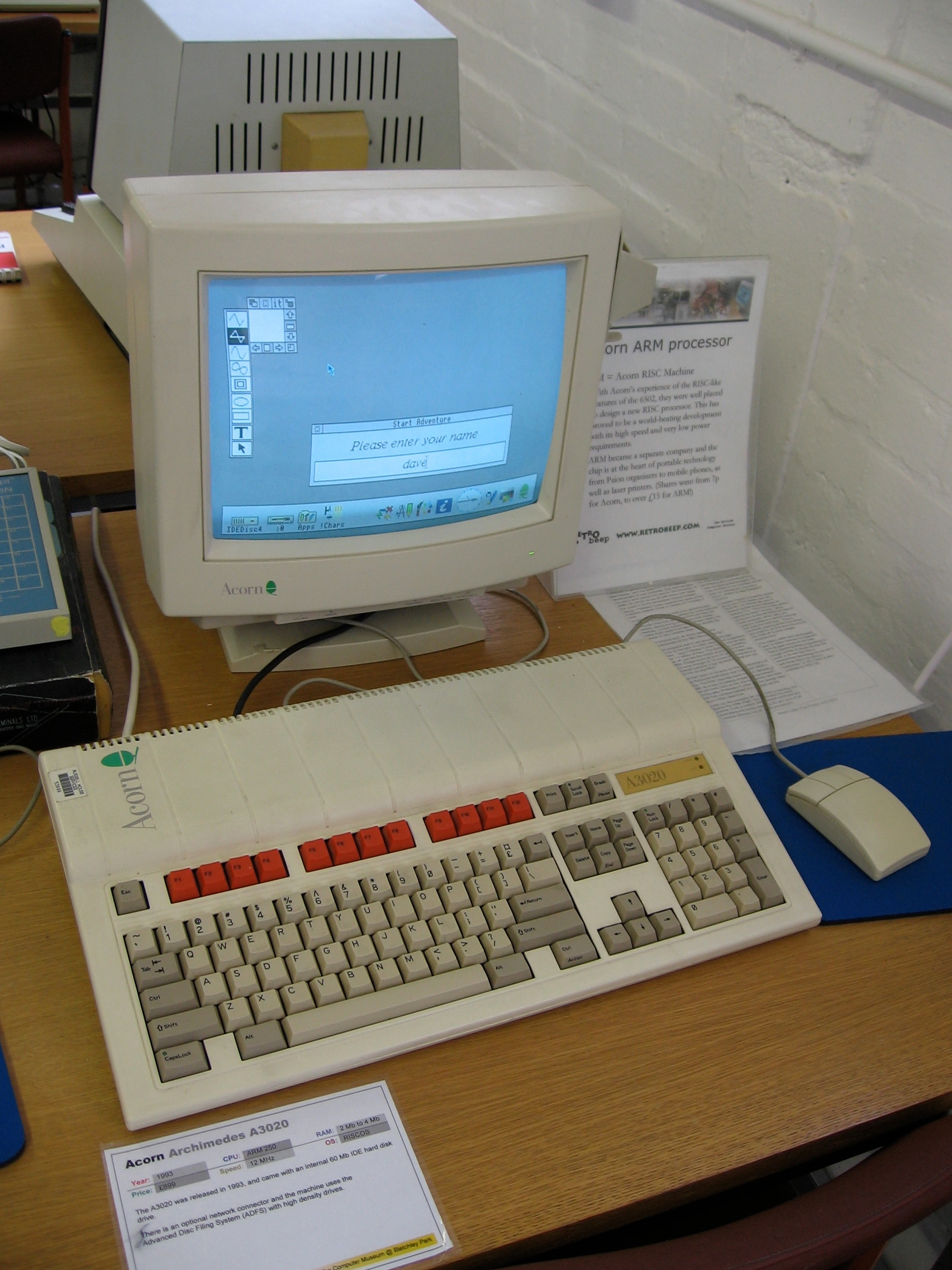
Acorn Archimedes A3020.

En 1992, fue producida una nueva gama, usando el procesador ARM250 y el ARM2 con memoria integrada y controladores de video, consiguiendo mejores resultados gracias a un incremento de la frecuencia del reloj, y corriendo el RISC OS 3.10. La serie A30x0 tenía un diseño 'en una sola pieza', parecido al del A3000 pero más pequeño, mientras que el A4000 parecía un poco más delgado que el A5000. El modelo A3010 fue un intento de ser un ordenador doméstico, caracterizado por un modulador de TV y puertos para Joysticks; mientras que el A3020 estaba dirigido para la oficina y para el mercado educativo, caracterizado con un disco duro de 2.5" y una interfaz socket de red dedicada. Técnicamente, el A4000 era el más parecido al A3020, sólo se diferenciaba en el tamaño del disco duro (3.5" para el A4000), aunque tenía una apariencia diferente. Los tres ordenadores basados en el ARM250 podían ser actualizados a 4 MiB mediante chips plug-in (aunque el A3010 fue diseñado para 2 MiB, terceras personas consiguieron la actualización) y una ranura "mini-podule" usada para una expansión interna en el A3000.
También en 1992, Acorn introdujo un ordenador portátil llamado A4 que utilizaba un procesador ARM3 como el A5000, a pesar de que tenía menor velocidad de reloj y una pantalla LCD capaz de mostrar una resolución máxima de 640x480 píxeles en 15 niveles de grises. Sin embargo, disponía de un puerto de monitor que ofrecía la misma capacidad de resolución que un A5000. Una ausencia notable en el ordenador era un dispositivo apuntador montado, requiriendo a los usuarios a navegar con las teclas de cursor o conectando un ratón convencional de tres botones Acorn.
El A7000, a pesar de que su nombre recuerda a la convención de nombres usada en los Archimedes, fue actualmente más parecido al PC RISC —la línea de los ordenadores RISC OS que precedió al Archimedes en 1994—. Carecía, sin embargo, de una ranura de expansión DEBI y una caja multi ranurada que caracterizaba al PC RISC (aunque eliminando el CDROM, se le podía añadir una ranura de expansión).

## Lista de modelos
| Modelo                 | Memoria (RAM)   | Espacio de disco duro           | Fecha de lanzamiento | UK Precio de lanzamiento | Notas |
| ---------------------- | --------------- | ------------------------------- | -------------------- | ------------------------ | --- |
| BBC Archimedes 305     | 512 KB (512 KB) | -                               | Julio de 1987        | £899                     | - |
| BBC Archimedes 310     | 1 MB (1 MB)     | -                               | Julio de 1987        | £999                     | - |
| BBC Archimedes 310M    | 1 MB            | -                               | Julio de 1987        | £                        | Incluyó sofwtare de emulación para emulación de PC                                                                           |
| Acorn Archimedes 410   | 1 MB            | -                               | July 1987            | £1299                    | Apareció sólo en el mercado literario                                                                                        |
| Acorn Archimedes 440   | 4 MB            | 20 MB                           | Julio de 1987        | £1499                    | - |
| BBC A3000              | 1 MB            | -                               | Mayo de 1989         | £799                     | Este modelo fue el último Microcomputador BBC                                                                                |
| Acorn Archimedes 410/1 | 1 MB            | - (ST506 interfaz y placa base) | Junio de 1989        | £999                     | Mejorado control de memoria MEMC1A sobre el modelo previo 410                                                                |
| Acorn Archimedes 420/1 | 2 MB            | 20 MB ST506                     | Junio de 1989        | £1099                    | - |
| Acorn Archimedes 440/1 | 4 MB            | 40 MB ST506                     | Junio de 1989        | £1299                    | Mejorado control de memoria MEMC1A sobre el modelo previo 440                                                                |
| Acorn R140             | 4 MB            | 47 MB ST506                     | Junio de 1989        | £3500                    | Estación de trabajo RISC iX                                                                                                  |
| Acorn Archimedes 540/1 | 4 MB (max 16Mb) | 100 MB SCSI                     | Junio de 1990        | £2499                    | procesador ARM3 |
| Acorn R225             | 4 MB            | -                               | Julio de 1990        | £                        | procesador ARM3, RISC iX estación de trabajo en red                                                                          |
| Acorn R260             | 8 MB            | 100 MB SCSI                     | Julio de 1990        | £                        | procesador ARM3, estación de trabajo RISC iX                                                                                 |
| Acorn A5000            | 1 MB or 4 MB    | 0 MB to 160 MB IDE              | Septiembre de 1991   | £999 o £1499             | procesador ARM3, lanzado con varios sub-modelos                                                                              |
| Acorn A4               | 2 MB or 4 MB    | 0 MB or 60 MB IDE (2.5")        | Junio de 1992        | £1399 o £1699            | Ordenador portátil con procesador ARM3 con 24MHz (1 MHz inferior de lo normal), pantalla LCD de 640x480 con escala de grises |
| Acorn A3010            | 1 MB            | -                               | Septiembre de 1992   | £499                     | Procesador ARM250 |
| Acorn A3020            | 2 MB            | 0 MB - 80 MB IDE (2.5")         | Septiembre de 1992   | £799                     | Procesador ARM250 |
| Acorn A4000            | 2 MB            | 0 MB - 210 MB IDE               | Septiembre de 1992   | £999                     | Procesador ARM250 |

También producidos, pero nunca vendidos comercialmente son:
- A500 - 4 RAM, interfaz ST506
- A680 and M4 - 8 MB RAM, bus SCSI on placa base

## Importancia e impacto
El Archimedes fue uno de los ordenadores domésticos más potentes disponibles durante finales de 1980 y principios de 1990, su principal CPU es ligeramente más rápida que el motorola 68000. Comparación sintética: ARMv2 es 0.5MIPS / MHz; 68k es 0.2MIPS / MHz. Comparación más cercana al mundo real: ARMv2 es de aproximadamente 300 Dhrystones/MHz mientras que 68k es de aproximadamente 250 Dhrystones/MHz, esto se debe a que siendo RISC necesita más operaciones para completar ciertos cálculos equivalentes a CISC, en ocasiones podía tardar más, pero cuando se requerían instrucciones simples el ARM era más rápido claramente.
El Archimedes ganó una significativa cuota de mercado en el mercado de la educación de UK, Irlanda y Australia; el éxito del Archimedes en las escuelas británicas se debió, en parte, a su predecesor, el Micro BBC y posteriormente al proyecto "ordenadores para la escuela" organizado por la cadena de supermercados Tesco en asociación con Acorn, y la mayoría de estudiantes y los alumnos en estos países a principios de los 90 estuvieron expuestos a un Archimedes o a un ordenador Serie A. A pesar de una ventaja técnica, el Archimedes sólo reunió un éxito moderado más allá del sector de la educación, convirtiéndose en una plataforma minoritaria fuera de determinados sectores de mercado. Estos sectores de mercado incluían trabajos profesionales tales como la radio, la medicina y la gestión de la estación de trenes y la edición musical. Otra razón por la cual las escuelas eligieron el Acorn Archimedes sobre el Commodore Amiga y el Atari ST fue que los estudiantes adoptaron los juegos en la escuela de sus colecciones de juegos de la Amiga y Atari ST y con ellos se distraían de su trabajo escolar.
A principios de los 90, el mercado de la educación de UK comenzó a alejarse del Archimedes. Los ordenadores Apple Macintosh o los PC compatibles IBM eclipsaron al Archimedes en sus capacidades multimedia, lo que condujo a una erosión en la cuota de mercado del Archimedes. El proyecto de Tesco "Ordenadores para la escuela" posteriormente cambió la relación de Acorn a RM Plc y muchos otros proveedores de ordenadores, que condujeron a la disminución de la cuota de mercado educacional del Archimedes.